# Il prigioniero della miniera
Il prigioniero della miniera (Garden of Evil) è un film statunitense del 1954 diretto da Henry Hathaway

## Trama
In seguito al crollo di una miniera in Messico, il cercatore d'oro John Fuller rimane imprigionato con una gamba sotto le macerie. La moglie Leah corre disperata in una cittadina costiera e torna con quattro avventurieri che, dietro compenso, s'impegnano ad aiutarla a trasportare il ferito verso la salvezza. L'impresa si rivela molto difficile perché la regione pullula di ferocissimi indiani che sembrano intenzionati a sterminare il gruppo degli incauti soccorritori. Anche all'interno della brigata serpeggiano tensioni e contraddizioni: Leah intesse con il marito un rapporto venato di amarezza e di rimpianti che l'addolora profondamente e, diventando un elemento fortemente perturbante all'interno della piccola comunità maschile, il suo fascino fa perdere la testa a più di uno fra i suoi compagni di avventura. La via del ritorno sarà sanguinosa perché, pur ostinandosi a restare invisibili, gli indiani inizieranno a decimare il gruppo con le loro micidiali frecce e non tutti riusciranno a salvarsi.

## Produzione
Il titolo originale del film era Vulcano, ma fu cambiato durante le riprese per non creare confusioni con un altro film dal medesimo titolo, girato in Italia da William Dieterle e interpretato da Anna Magnani. Gli esterni del film furono girati in Messico, nella città coloniale di Tepatzlan e nella regione di Guanajuato. Gli interni furono realizzati nei Churubusco Studios di Città del Messico. Gary Cooper e Susan Hayward tornavano a fare coppia molti anni dopo Beau Geste (1939) di William A. Wellman che aveva riservato all'attrice il suo primo ruolo di rilievo. Nei panni di una cantante da saloon appare brevemente l'attrice di origine portoricana Rita Moreno che muoveva i primi passi a Hollywood e che meno di dieci anni dopo avrebbe vinto il Premio Oscar come miglior attrice non protagonista per West Side Story di Robert Wise. Il produttore del film, Charles Brackett, era anche uno stimato sceneggiatore, tre volte vincitore del Premio Oscar per le sceneggiature di Giorni perduti (1946) e di Viale del tramonto (1951), diretti entrambi da Billy Wilder, e per quella di Titanic (1954) di Jean Negulesco. Nel 1959 conquistò un quarto Premio Oscar, stavolta alla carriera.